# 渡辺肇
渡辺 肇（本姓:渡邊肇児、わたなべ はじめ、1938年（昭和13年）2月 - ）は、昭和期の新聞編集者、政治家。衆議院議員。

## 経歴
新潟県出身。新聞記者渡邊良夫の二男として生まれる。1960年（昭和35年）慶應義塾大学文学部を卒業した。読売新聞社に入社し編集局記者を務めた。その後、大蔵大臣田中角栄の秘書に転じた。
1967年（昭和42年）1月の第31回衆議院議員総選挙で新潟県第2区から自由民主党公認で出馬してトップ当選。1969年（昭和44年）12月の第32回総選挙でも再選され、衆議院議員に連続2期在任した。この間、豪雪地帯対策審議会委員、自民党文化局次長、同青年婦人対策特別副委員長、体力づくり指導協会専務理事、自民党新潟県連常任顧問などを務めた。その後、1972年（昭和47年）12月の第33回総選挙には病のため出馬せず政界を引退し、弟渡辺紘三が立候補して初当選した。
その後、日本ダム協会常任参与に就任した。